# 種市一正
種市 一正（たねいち かずまさ、1941年（昭和16年）6月15日 - ）は、日本の政治家。元青森県三沢市長（3期）。

## 来歴

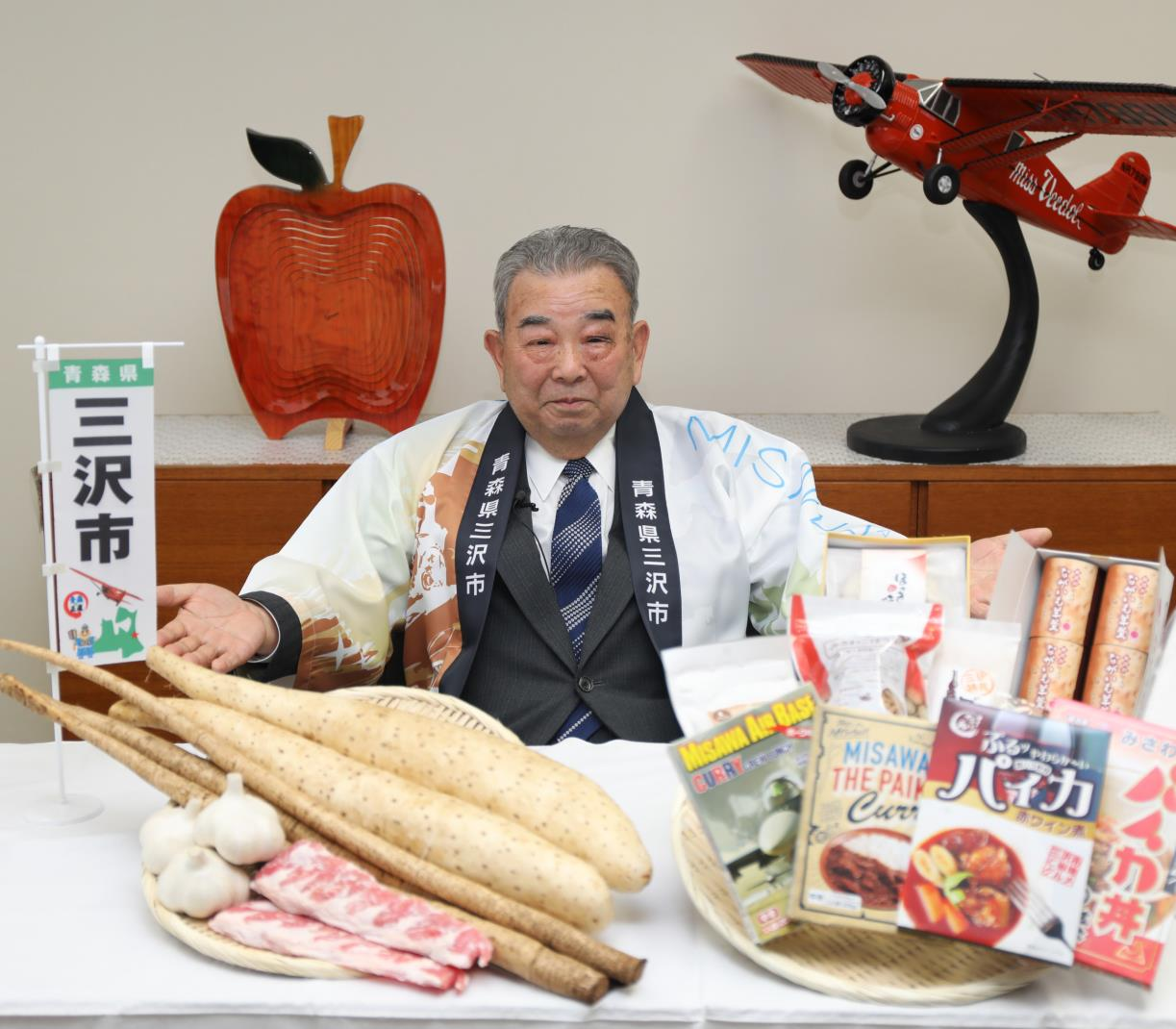
青森県三沢市「ふるさと名物応援宣言」資料内にて公開された肖像

青森県三沢市出身。1960年（昭和35年）3月、青森県立三本木農業高等学校卒業。卒業と同時に当時防衛庁長官の職にあった赤城宗徳（旧茨城3区）の書生となる。茨城県の養豚・椎茸栽培を学ぶ。1979年（昭和54年）2月、青森農業協同組合青年部協議会の委員長に就任。
2002年（平成16年）7月25日、全国農業協同組合連合会（JA全農）経営管理委員会の副会長に就任。2004年（平成18年）7月29日、同経営管理委員会の会長に就任。
2005年（平成19年）7月29日、全農秋田県本部などのコメ不正取引問題にかかる責任をとって、JA全農会長を辞任。
2007年（平成19年）5月1日、三沢市長の鈴木重令が肺炎と消化管出血のため死去。これに伴って6月に行われた市長選挙に鈴木の後援会長だった種市は立候補。無投票で初当選する。
2011年（平成23年）、無投票で再選。
2015年（平成27年）6月17日に行われた市長選挙には、種市とともに前市長の長男の鈴木重正が出馬。互いに自民党の推薦を獲得せんとするも決着はつかず、苦慮した党県連は自主投票とした。鈴木との接戦を制し3選（種市：12,582票、鈴木：10,194票）。
2020年（令和2年）、旭日小綬章受章。
2018年（平成30年）11月30日、翌年の市長選に出馬しないことを表明。あわせて自民党県議の小桧山吉紀を後継指名した。